# Il matematico impertinente
(Piergiorgio Odifreddi, Il matematico impertinente)
Il matematico impertinente è un saggio divulgativo scritto dal matematico Piergiorgio Odifreddi. Nel libro vengono toccate importanti tematiche di attualità come l'accettazione dell'evoluzionismo, l'11 settembre, la Chiesa cattolica. Il libro si occupa anche di divulgazione scientifica.
È diviso in sei sezioni, Storia e politica, Religione, Lingua e letteratura, Logica, Matematica e Scienze. Ogni sezione si apre con un'intervista immaginaria a un personaggio storico (Hitler, Gesù, Dante, Aristotele, Archimede e Newton) e si chiude con una reale ad un personaggio vivente (Noam Chomsky, il XIV Dalai Lama, José Saramago, Saul Kripke, John Nash e James Watson).
Le interviste sono reperibili anche sul sito ufficiale di Odifreddi.
Nel libro viene esposto il pensiero di Odifreddi su molti argomenti. L'autore abbatte i luoghi comuni criticando in modo fermo e deciso la politica degli Stati Uniti, il creazionismo, la Chiesa cattolica, la superstizione e il dogmatismo. Nel saggio, Odifreddi esalta altresì la matematica, la scienza e il razionalismo augurandosi che in futuro possano occupare un posto più importante nell'insegnamento e nella società.
Dal libro di Odifreddi prende nome una sua rubrica su Le scienze e un suo spettacolo teatrale, Matematico e impertinente per la regia video di Fabio Massimo Iaquone.

## Edizioni
- Piergiorgio Odifreddi, Il Matematico impertinente, collana Le spade, Longanesi, 2005,  p. 347, ISBN 88-304-2222-3.